# مصيبين
مصيبين قرية سورية تتبع ناحية مركز أريحا في منطقة أريحا في محافظة إدلب. بلغ عدد سكانها 2,021 نسمة في عام 2004 حسب إحصاء المكتب المركزي للإحصاء.
تشتهر بزراعة الزيتون والتين والمحلب بالإضافة إلى الخضروات الصيفية . تقع على الطريق العام الدولي بين اللاذقية وحلب. تعدّ هذه القرية هي الحاضرة الزراعية لمدينة أريحا
تتسم القرية بطبيعتها المعتدلة صيفاً والباردة شتاءً
كما أن طبيعتها تتميز بين التلال ( تل الشلة - تل المدرسة) والجبلية ( الحرش المليئ بالأشجار الحراجية السرو والصنوبر ) وأيضاً السهول ( ما يسمى بوطاه أي الأرض المنخفضة )